# Aeropuerto Internacional de Halifax-Stanfield
El Aeropuerto Internacional Halifax Stanfield (del inglés: Halifax Stanfield International Airport) (IATA: YHZ, OACI: CYHZ) es un aeropuerto canadiense en Goffs, Nueva Escocia, una comunidad rural del Municipio Regional de Halifax. Sirve a la región de Halifax, Nueva Escocia continental y áreas adyacentes en las provincias marítimas vecinas. El aeropuerto lleva el nombre en honor a Robert Stanfield, el 17.º Premier de Nueva Escocia y líder del Partido Conservador Progresista federal de Canadá.
El aeropuerto, propiedad de Transport Canada desde su apertura en 1960, ha sido operado desde 2000 por la Autoridad del Aeropuerto Internacional de Halifax (HIAA). Forma parte del Sistema Nacional de Aeropuertos.
Halifax Stanfield es el octavo aeropuerto más ocupado de Canadá por tráfico de pasajeros. Manejó un total de 4 316 079 pasajeros en 2018 y 84 045 movimientos de aviones en 2017. Es un centro de conexiones para Air Canada Express, Cougar Helicopters, Maritime Air Charter, PAL Airlines y SkyLink Express. 

## Instalaciones

### Terminal
El Edificio de la Terminal Aérea (ETA) se inauguró en agosto de 1960. Su construcción costó alrededor de 4.5 millones de dólares canadienses y, al abrirlo, incluyó instalaciones de salud, inmigración y aduanas para pasajeros internacionales; un restaurante; una torre de control y oficinas administrativas; y dos plataformas de observación que se proyectaban sobre el delantal. Fue diseñado por Gilleland y Strutt de Ottawa, en colaboración con C.D. Davidson de Halifax y A.W. Ramsey, arquitecto jefe del Departamento de Transporte. El contratista principal fue Ellis-Don. El complejo moderno contenía el primer conjunto de escaleras mecánicas de Nueva Escocia.
Hoy, la terminal atiende a más de cuatro millones de pasajeros por año. El crecimiento experimentado en las décadas posteriores a la construcción del aeropuerto ha requerido renovaciones constantes, y a menudo se está produciendo construcción allí. Desde que la HIAA asumió la gestión del aeropuerto en 2000, se han invertido más de $200 millones en mejoras al edificio de la terminal.
Una nueva área de llegadas internacionales, tres veces más grande que la anterior, se abrió en el extremo norte de la terminal en agosto de 2001. El nivel superior de esta expansión incluyó un espacio reservado para las instalaciones de pre-despacho de aduana de Estados Unidos (ver abajo). El 18 de diciembre de 2002 se inauguró oficialmente una nueva sala de llegadas nacionales, con capacidad para tres bandas de reclamo de equipaje y un centro de visitantes de Nueva Escocia. El trabajo también comenzó en 2002 en una renovación significativa del vestíbulo central del edificio de la terminal. Este espacio comercial y de comedor ampliado se abrió como la Plaza del Aeropuerto el 9 de noviembre de 2003. Una plataforma de observación pública en el tercer piso se abrió al mismo tiempo. Una expansión de la terminal sur se completó en 2005, ampliando la sala de espera de salidas, agregando tres nuevas pasarelas de acceso creando una instalación dedicada de aviones de pasajeros con nuevas puertas de carga en tierra.
En diciembre de 2004, la Oficina de Aduanas y Protección Fronteriza de los Estados Unidos aprobó a Halifax para la autorización del pre-despacho de aduana de Estados Unidos. Entró en vigencia a fines de 2006. HIAA solía ser el aeropuerto más activo de Canadá sin autorización del pre-despacho de aduana de Estados Unidos. El 12 de septiembre de 2007, la autoridad aeroportuaria anunció la construcción de un estacionamiento de 2300 espacios y cinco pisos, que se completó el 12 de marzo de 2009.
Se realizaron varias mejoras en la terminal en 2018-19. Se construyó una extensión de tres pisos a la parte central del edificio de la terminal, que se proyecta hacia el faldón central. La planta baja alberga un área de inspección de seguridad ampliada, que aumenta la capacidad y permite la implementación de "CATSA Plus", el último diseño de punto de control de la Autoridad de Seguridad del Transporte Aéreo de Canadá, que requiere más espacio. El segundo piso contiene un área ampliada de espera para pasajeros de doble altura, con asientos adicionales, así como un nuevo espacio para comer y comercios. Al mismo tiempo, se agregaron nuevas características de seguridad alrededor de la terminal, que incluyen bolardos anti-embestida, acristalamiento resistente a explosiones, más cámaras de seguridad y nuevas características de control de acceso. Por último, el área de reclamo de equipaje doméstico se renovó por razones estéticas. Se elevaron los techos, se redujeron los tamaños de las columnas y se instalaron nuevos pisos.

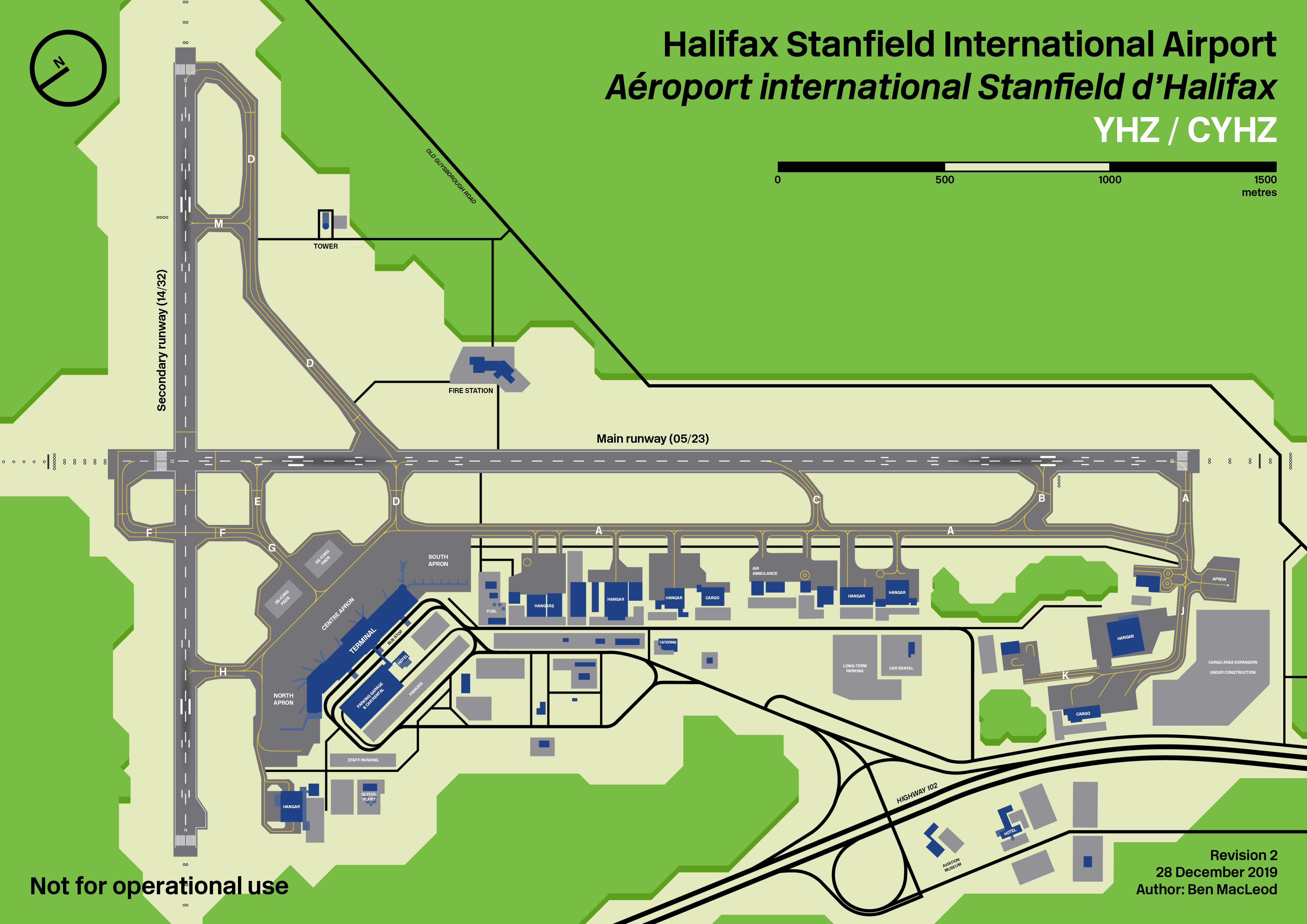
Diagrama del aeropuerto.

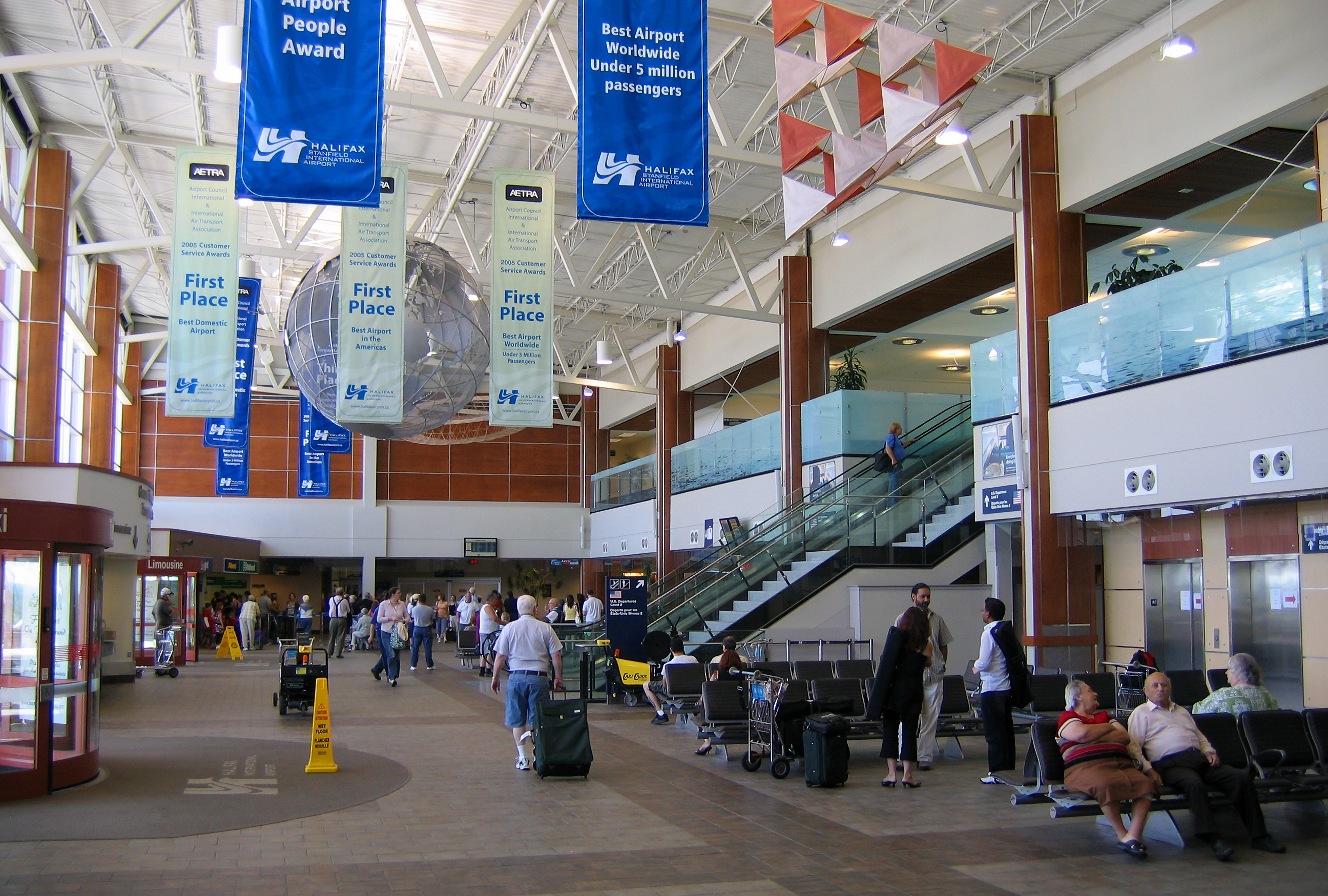
Sala de llegadas.

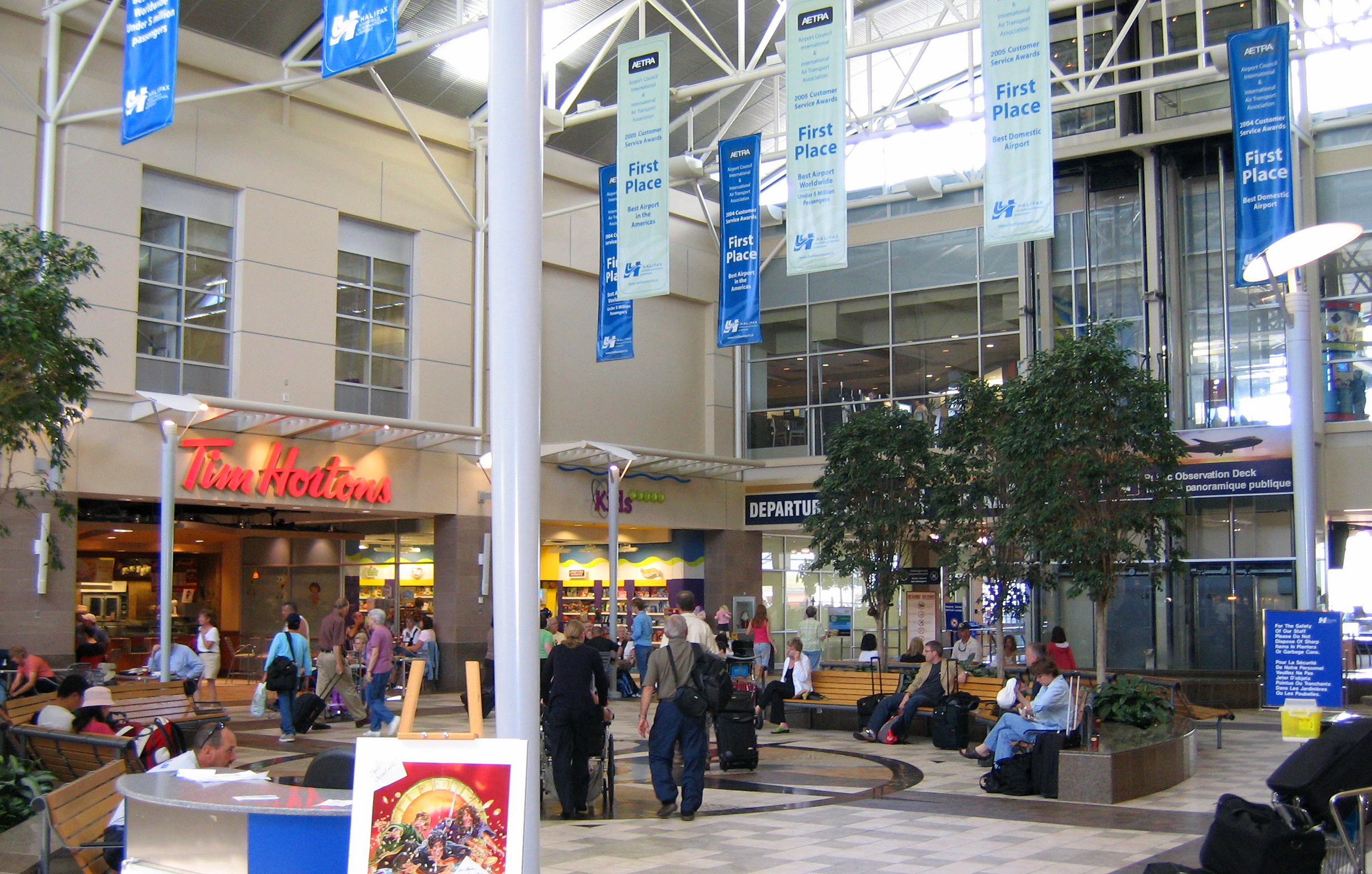
Área de salidas.

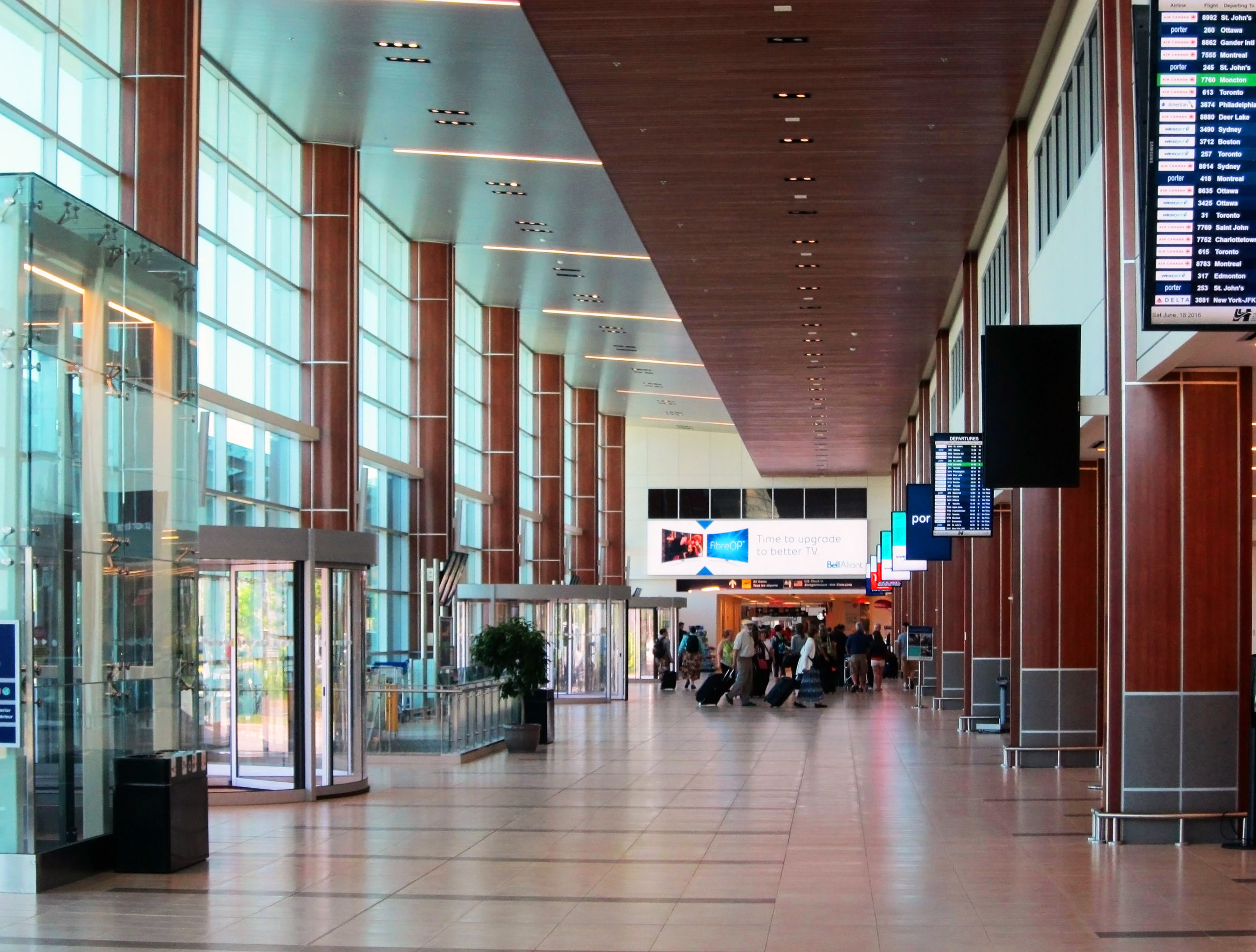
Zona de documentación.

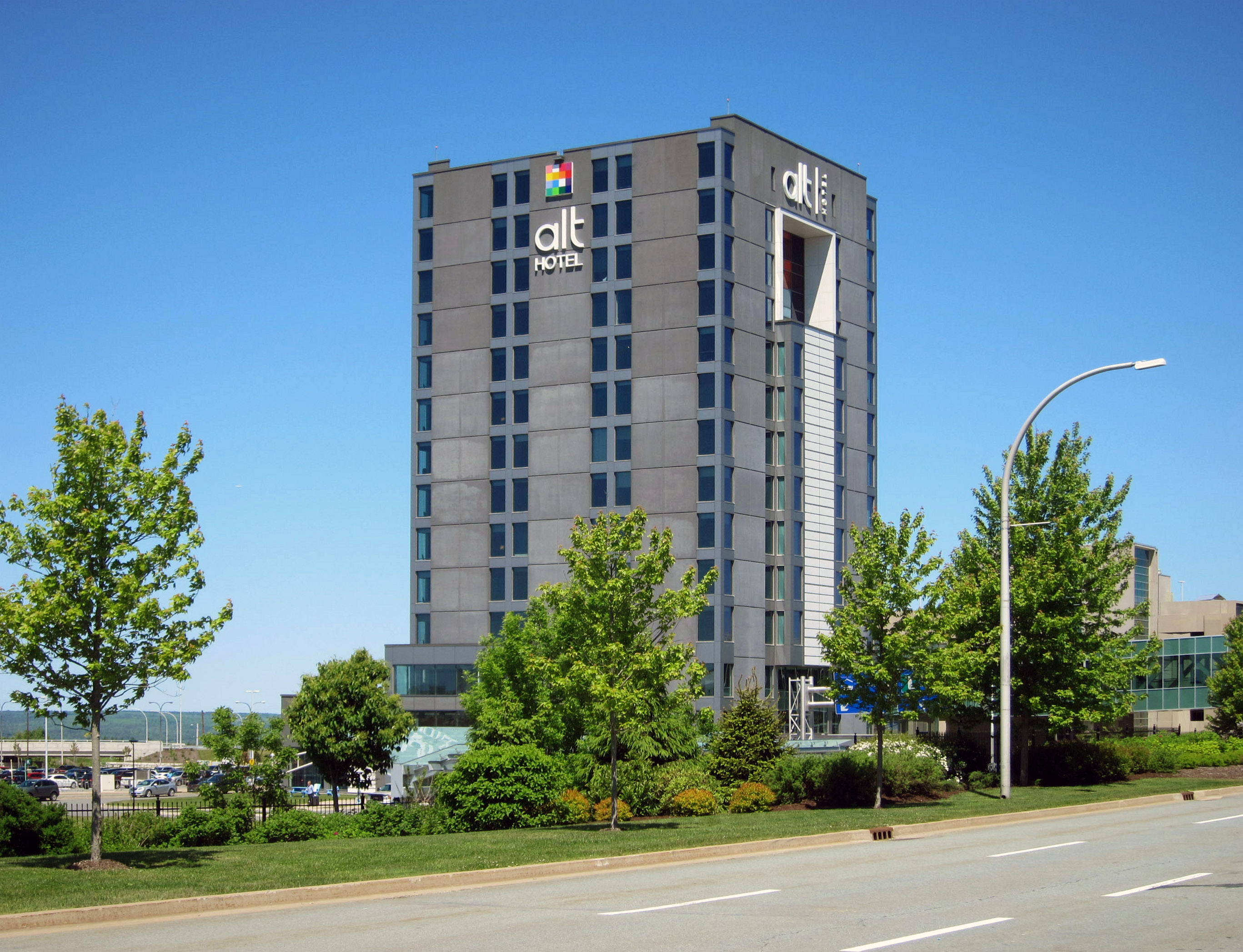
Alt Hotel.

La terminal ahora tiene un total de 32 posiciones de puertas, 13 de ellas utilizan pasarelas de acceso a aeronaves (puertas 12, 14-16, 18, 20, 22-24 y 26-28). Las puertas restantes son posiciones de carga en tierra. Las puertas 22-24 y 26-28 son puertas batientes: un corredor seguro acristalado permite que los pasajeros internacionales entrantes y los pasajeros estadounidenses previamente retirados sean segregados de aquellos en la sala de embarque nacional / internacional; cuando se usan para salidas de Estados Unidos, estas puertas están numeradas 52-54 y 56-58, respectivamente. Las puertas 2 (a-e) a 9 son puestos de carga en tierra dedicados a operaciones regionales nacionales. Las puertas 34 a 46 son posiciones de puerta de carga terrestre para vuelos estadounidenses.

### Pistas y calles de rodaje
Halifax Stanfield ha tenido dos pistas de aterrizaje, perpendiculares entre sí, desde su apertura en 1960. En los comunicados de prensa, la autoridad del aeropuerto se refiere a la más larga como la «pista principal» y la más corta como la «pista secundaria».
| Número | Longitud                  | Ancho                |
| ------ | ------------------------- | -------------------- |
| 05/23  | 3200 metros (10 500 pies) | 61 metros (200 pies) |
| 14/32  | 2346 metros (7700 pies)   | 61 metros (200 pies) |

Todas las calles de rodaje tienen 23 m (75 pies) de ancho, excepto la calle de rodaje K de 50 pies de ancho.
El aeropuerto abrió con (utilizando el esquema de nombres actual) calles de rodaje A, B (anteriormente parte de A), C, D (sección entre la plataforma y la pista principal), G, E, F y H. Entonces, la calle de rodaje B y la mayor parte de la calle de rodaje D (ahora M y D; ver abajo) se construyeron en 1982, proporcionando una ruta de rodaje paralela a la pista 14/32. En 2010, la extensión del sistema de calles de rodaje dio como resultado un aumento en el área del lado del aire, creando espacio para varios hangares grandes recién construidos. Canadian Helicopters, Cougar Helicopters, Gateway Facilities e IMP Group operan estos nuevos hangares a lo largo de las calles de rodaje J y K.
En noviembre de 2012, se completó una extensión de ambos extremos de la pista 05/23 para acomodar aviones más grandes y de cuerpo ancho. Esto aumentó su longitud de 2682 m (8800 pies) a 3200 m (10 500 pies). Este aumento dio como resultado el cambio de nombre de varias calles de rodaje: la calle de rodaje B se convirtió en M, y el final de la calle de rodaje A pasó a llamarse B. La calle de rodaje F también se extendió para alcanzar el umbral de la pista 23. En 2016, se construyó un nuevo delantal fuera de la calle de rodaje J para servir principalmente como un lugar para estacionar aviones de carga.
El aeropuerto cubre un total de 960 ha (2372 acres) de tierra.

### Hotel
Ya en la década de 1980, el sector privado expresó interés en construir un hotel al lado de la terminal del aeropuerto. En mayo de 1988, Keddy's Motor Inns, con sede en Halifax, una importante cadena hotelera marítima, firmó un contrato con Transport Canada para construir un hotel de 200 millones de dólares y 200 habitaciones en terrenos propiedad de Transport Canada frente a la terminal. El trabajo en el Hotel Pegasus comenzó en mayo de 1990. Después de haber gastado más de 4 millones de dólares, la construcción fue detenida en diciembre de 1990 por el contratista principal, GEM Construction Specialists, debido al trabajo no remunerado. Keddy se enfrentó a problemas financieros y tenía una deuda de 35 millones de dólares, y la financiación del proyecto de un consorcio de inversores inmigrantes de Hong Kong y Taiwaneses fracasó. El gobierno federal buscó una empresa interesada en completar el proyecto, pero la única propuesta recibida se consideró inadecuada. La carcasa inacabada del hotel se consideró una vergüenza, y Transport Canada la demolió en 1996.
La autoridad aeroportuaria anunció el 13 de mayo de 2008 que se había firmado una carta de intención con New Castle Hotels y Southwest Properties para la construcción de un hotel Sheraton de 176 habitaciones. Se estimó que costaría alrededor de 30 millones de dólares y habría incluido un gimnasio, una piscina, un centro de conferencias y restaurante. A principios de 2009, la autoridad aeroportuaria y los desarrolladores acordaron conjuntamente posponer la construcción del hotel debido a la recesión económica mundial. A principios de 2010, los desarrolladores se retiraron del acuerdo.
El 26 de octubre de 2011, la autoridad aeroportuaria anunció la construcción de un Alt Hotel de 14 pisos y 169 habitaciones en el lugar. Vinculado tanto a la terminal de pasajeros como al estacionamiento por una pasarela cerrada, el edificio de 27 millones de dólares fue construido por Marco Construction de Halifax y abierto en 2013. Operado por Groupe Germain Hospitalité, el hotel incluye instalaciones para conferencias y banquetes, un gimnasio, un piscina y cafetería las 24 horas. Fue construido con ventanas insonorizadas para bloquear el ruido de los aviones.

### Operaciones
El aeropuerto es atendido por varios operadores de base fija (FBO), que se encargan del abastecimiento de combustible, el manejo en tierra, el almacenamiento, la proveeduría de alimentos, etc. Incluyen los Servicios técnicos de Air Canada, Aircraft Service International, Gateway Facilities, Halifax International Fuel Facility Consortium (HIFFC), Inland Technologies, Innotech-Execaire, PAL Aviation Services, Shell AeroCentre, Strategic Aviation y Swissport.
La policía regional de Halifax proporciona servicios de vigilancia. Los servicios de rescate de emergencia y extinción de incendios se basan en el Complejo de Servicios Combinados (CSC), que también alberga las operaciones de mantenimiento del aeropuerto. El edificio de 24 millones de dólares canadienses y 6000 m² (65 000 pies cuadrados) se inauguró en 2010, reemplazando la sala de bomberos anterior (construida en 1981), así como el antiguo garaje de mantenimiento, que abrió con el aeropuerto en 1960. El complejo incluye una estación de bomberos, estaciones de lavado y almacenamiento de vehículos, oficinas, salas de conferencias, salas de personal, dormitorios y un centro de comunicaciones de emergencia. El CSC fue el primer edificio con certificación LEED en el aeropuerto.
El Aeropuerto Internacional de Halifax fue uno de los pocos sitios en el este de América del Norte designado como lugar de aterrizaje de emergencia para el transbordador espacial si se abortó un lanzamiento después del despegue. El aeropuerto se mantuvo en contacto con Transport Canada y la Administración Nacional de la Aeronáutica y del Espacio, durante cada lanzamiento del transbordador.

### Parque empresarial
El aeropuerto está ubicado adyacente al parque empresarial Aerotech, un parque de negocios administrado por el municipio originalmente destinado a compañías de aviación. Desde entonces, la zonificación se ha cambiado para permitir que otros tipos de empresas se ubiquen allí. Los inquilinos más grandes son Pratt & Whitney Canada y L3 Communications.

## Aerolíneas y destinos

### Pasajeros
| Aerolíneas         | Destinos |
| ------------------ | --- |
| Air Canada         | Londres-Heathrow, Montreal-Trudeau, Toronto-Pearson Estacional: Montego Bay (reinicia el 4 de diciembre de 2025), Nasáu (reinicia el 5 de diciembre de 2025), Vancouver                   |
| Air Canada Express | Boston, Deer Lake, Gander, Goose Bay, Newark, Ottawa, San Juan de Terranova |
| Air Canada Rouge   | Estacional: Cancún, Montreal-Trudeau, Orlando, Punta Cana, Tampa |
| Air Saint-Pierre   | San Pedro |
| Air Transat        | Estacional: Cancún, Cayo Coco, Fort Lauderdale, Holguín, Montego Bay, Orlando, Puerto Plata, Punta Cana, Santa Clara, Varadero                                                            |
| American Airlines  | Estacional: Filadelfia, Washington–National |
| American Eagle     | Estacional: Boston, Chicago–O'Hare, Nueva York–LaGuardia, Washington–National |
| BermudAir          | Bermudas |
| Delta Connection   | Estacional: Nueva York–LaGuardia |
| Discover Airlines  | Estacional: Fráncfort |
| Edelweiss Air      | Estacional: Zúrich |
| Flair Airlines     | Kitchener/Waterloo, Toronto-Pearson |
| Icelandair         | Estacional: Reikiavik–Keflavík |
| Pascan Aviation    | Saint John (NB), Sydney (NS) |
| Porter Airlines    | Hamilton (ON), Montreal-Trudeau, Ottawa, San Juan de Terranova, Toronto-Billy Bishop, Toronto-Pearson Estacional: Deer Lake, Orlando, Tampa                                               |
| United Express     | Newark Estacional: Chicago–O'Hare |
| WestJet            | Calgary, Edmonton, Orlando, Toronto-Pearson Estacional: Ámsterdam, Barcelona, Cancún, Dublín, Edimburgo, Londres–Gatwick, París–Charles de Gaulle, Regina, Saskatoon, Vancouver, Winnipeg |

### Carga
| Aerolíneas           | Destinos                                                         |
| -------------------- | ---------------------------------------------------------------- |
| ASL Airlines Belgium | Lieja                                                            |
| Atlas Air            | Anchorage, Ciudad de México–AIFA, Hahn, Hangzhou, Nueva York–JFK |
| Cargojet             | Colonia, Hamilton (ON), Londres-Heathrow, Moncton                |
| FedEx Express        | Moncton                                                          |
| FedEx Feeder         | Montreal-Mirabel                                                 |
| Korean Air Cargo     | Anchorage, Seúl-Incheon                                          |
| SF Airlines          | Ezhou                                                            |
| Sky Lease Cargo      | Changsha                                                         |
| TC Ventus Freight    | Moncton, Orlando                                                 |
| WestJet Cargo        | Calgary, Toronto–Pearson, Vancouver                              |

### Chárter
Las siguientes compañías operan desde hangares privados o FBO en el aeropuerto:
- Cougar Helicopters
- Exploits Valley Air Services (despliega un avión Beech 1900D para vuelos chárter al este de Canadá, Groenlandia y el noreste de Estados Unidos)
- Maritime Air Charter
- Provincial Airlines (también alquila un Beech Super King Air 200 a Emergency Health Services para usarlo como ambulancia aérea cuando el helicóptero de EHS no está disponible)
- Sable Aviation

### Destinos nacionales

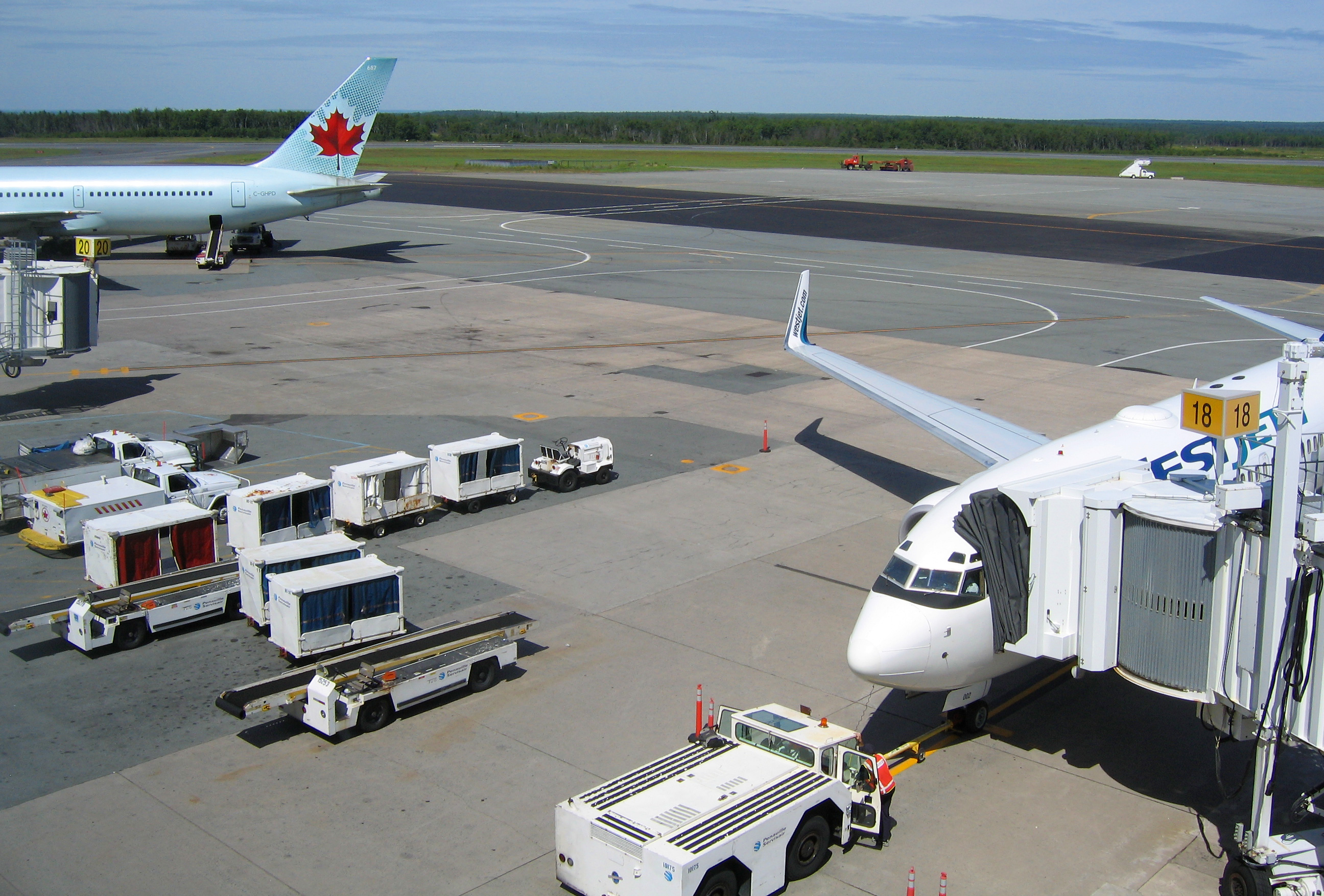
Vista del aeropuerto desde la sala de observación superior.

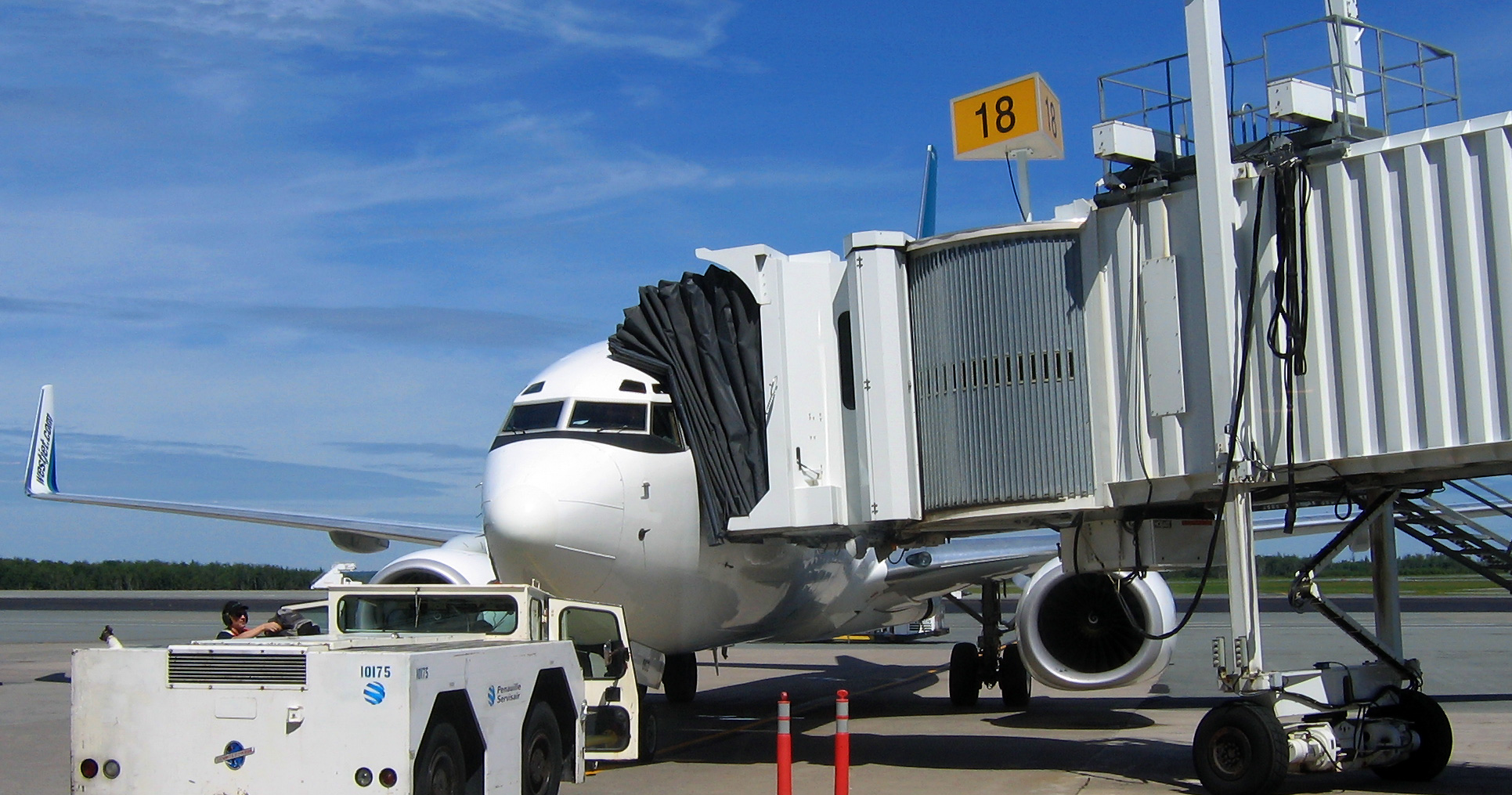
Boeing 737 de WestJet con pasajeros abordando.

Se brinda servicio a 17 ciudades dentro del país a cargo de 7 aerolíneas.
| Calgary (YYC)               |   |   | • |   |                 | 1  |
| Deer Lake (YVZ)             | • | • |   |   |                 | 2  |
| Edmonton (YEG)              |   |   | • |   |                 | 1  |
| Gander (YQX)                | • |   |   |   |                 | 1  |
| Goose Bay (YYR)             | • |   |   |   |                 | 1  |
| Hamilton (YHM)              |   | • |   |   |                 | 1  |
| Kitchener (YKF)             |   |   |   | • |                 | 1  |
| Montreal (YUL)              | • | • |   |   |                 | 2  |
| Ottawa (YOW)                | • | • |   |   |                 | 2  |
| Regina (YQR)                |   |   | • |   |                 | 1  |
| Saint John (YsJ)            |   |   |   |   | Pascan Aviation | 1  |
| San Juan de Terranova (YYT) | • | • |   |   |                 | 2  |
| Saskatoon (YXE)             |   |   | • |   |                 | 1  |
| Toronto (YYZ)               | • | • | • | • |                 | 4  |
| Toronto (YTZ)               |   | • |   |   |                 | 1  |
| Vancouver (YVR)             | • |   | • |   |                 | 2  |
| Winnipeg (YWG)              |   |   | • |   |                 | 1  |
| Total                       | 8 | 7 | 7 | 2 | 1               | 17 |

### Destinos internacionales
Se ofrece servicio a 30 destinos internacionales (23 estacionales), a cargo de 15 aerolíneas.
| Ciudades por países                                            | Nombre del aeropuerto                                 | Aerolíneas                                                                                        |              |              |              |
| Norteamérica                                                   | Norteamérica                                          | Norteamérica                                                                                      | Norteamérica | Norteamérica | Norteamérica |
| -------------------------------------------------------------- | ----------------------------------------------------- | ------------------------------------------------------------------------------------------------- | ------------ | ------------ | ------------ |
| Estados Unidos (9 destinos [6 estacionales], 12 aerolíneas)    |                                                       |                                                                                                   |              |              |              |
| Boston                                                         | Aeropuerto Internacional Logan                        | Air Canada Express / American Eagle (Estacional)                                                  |              |              |              |
| Chicago                                                        | Aeropuerto Internacional O'Hare                       | American Eagle (Estacional) / United Express (Estacional)                                         |              |              |              |
| Filadelfia                                                     | Aeropuerto Internacional de Filadelfia                | American Airlines (Estacional)                                                                    |              |              |              |
| Fort Lauderdale                                                | Aeropuerto Internacional de Fort Lauderdale-Hollywood | Air Transat (Estacional)                                                                          |              |              |              |
| Newark                                                         | Aeropuerto Internacional Libertad de Newark           | Air Canada Express / United Express                                                               |              |              |              |
| Nueva York                                                     | Aeropuerto LaGuardia                                  | American Eagle (Estacional) / Delta Connection (Estacional)                                       |              |              |              |
| Orlando                                                        | Aeropuerto Internacional de Orlando                   | Air Canada Rouge (Estacional) / Air Transat (Estacional) / Porter Airlines (Estacional) / WestJet |              |              |              |
| Tampa                                                          | Aeropuerto Internacional de Tampa                     | Air Canada Rouge (Estacional) / Porter Airlines (Estacional)                                      |              |              |              |
| Washington D. C.                                               | Aeropuerto Nacional Ronald Reagan de Washington       | American Airlines (Estacional) / American Eagle (Estacional)                                      |              |              |              |
| México (1 destino [estacional], 3 aerolíneas)                  |                                                       |                                                                                                   |              |              |              |
| Cancún                                                         | Aeropuerto Internacional de Cancún                    | Air Canada Rouge (Estacional) / Air Transat (Estacional) / WestJet (Estacional)                   |              |              |              |
| Centroamérica y El Caribe                                      |                                                       |                                                                                                   |              |              |              |
| Bahamas (1 destinos [estacional], 1 aerolínea)                 |                                                       |                                                                                                   |              |              |              |
| Nasáu                                                          | Aeropuerto Internacional Lynden Pindling              | Air Canada (Estacional) (reinicia el 5 de diciembre de 2025)                                      |              |              |              |
| Bermudas (1 destino, 1 aerolínea)                              |                                                       |                                                                                                   |              |              |              |
| Hamilton                                                       | Aeropuerto Internacional L.F. Wade                    | BermudAir                                                                                         |              |              |              |
| Cuba (4 destinos [estacionales], 1 aerolínea)                  |                                                       |                                                                                                   |              |              |              |
| Cayo Coco                                                      | Aeropuerto Internacional de Jardines del Rey          | Air Transat (Estacional)                                                                          |              |              |              |
| Holguín                                                        | Aeropuerto Internacional Frank País                   | Air Transat (Estacional)                                                                          |              |              |              |
| Santa Clara                                                    | Aeropuerto Internacional Abel Santamaría              | Air Transat (Estacional)                                                                          |              |              |              |
| Varadero                                                       | Aeropuerto Juan Gualberto Gómez                       | Air Transat (Estacional)                                                                          |              |              |              |
| Jamaica (1 destino [estacional], 2 aerolíneas)                 |                                                       |                                                                                                   |              |              |              |
| Montego Bay                                                    | Aeropuerto Internacional Sir Donald Sangster          | Air Canada (Estacional) (reinicia el 4 de diciembre de 2025) / Air Transat (Estacional)           |              |              |              |
| República Dominicana (2 destinos [estacionales], 2 aerolíneas) |                                                       |                                                                                                   |              |              |              |
| Puerto Plata                                                   | Aeropuerto Internacional Gregorio Luperón             | Air Transat (Estacional)                                                                          |              |              |              |
| Punta Cana                                                     | Aeropuerto Internacional de Punta Cana                | Air Canada Rouge (Estacional) / Air Transat (Estacional)                                          |              |              |              |
| San Pedro y Miquelón (1 destino, 1 aerolínea)                  |                                                       |                                                                                                   |              |              |              |
| San Pedro                                                      | Aeropuerto de Saint-Pierre Pointe-Blanche             | Air Saint-Pierre                                                                                  |              |              |              |
| Europa                                                         |                                                       |                                                                                                   |              |              |              |
| Alemania (1 destino [estacional], 1 aerolínea)                 |                                                       |                                                                                                   |              |              |              |
| Fráncfort                                                      | Aeropuerto de Fráncfort del Meno                      | Discover Airlines (Estacional)                                                                    |              |              |              |
| España (1 destino [estacional], 1 aerolínea)                   |                                                       |                                                                                                   |              |              |              |
| Barcelona                                                      | Aeropuerto Josep Tarradellas Barcelona-El Prat        | WestJet (Estacional)                                                                              |              |              |              |
| Francia (1 destino [estacional], 1 aerolínea)                  |                                                       |                                                                                                   |              |              |              |
| París                                                          | Aeropuerto de París-Charles de Gaulle                 | WestJet (Estacional)                                                                              |              |              |              |
| Irlanda (1 destino [estacional], 1 aerolínea)                  |                                                       |                                                                                                   |              |              |              |
| Dublín                                                         | Aeropuerto de Dublín                                  | WestJet (Estacional)                                                                              |              |              |              |
| Islandia (1 destino [estacional], 1 aerolínea)                 |                                                       |                                                                                                   |              |              |              |
| Reikiavik                                                      | Aeropuerto Internacional de Keflavík                  | Icelandair (Estacional)                                                                           |              |              |              |
| Países Bajos (1 destino [estacional], 1 aerolínea)             |                                                       |                                                                                                   |              |              |              |
| Ámsterdam                                                      | Aeropuerto de Ámsterdam-Schiphol                      | WestJet (Estacional)                                                                              |              |              |              |
| Reino Unido (3 destinos [2 estacionales], 2 aerolíneas)        |                                                       |                                                                                                   |              |              |              |
| Edimburgo                                                      | Aeropuerto de Edimburgo                               | WestJet (Estacional)                                                                              |              |              |              |
| Londres                                                        | Aeropuerto de Londres-Heathrow                        | Air Canada                                                                                        |              |              |              |
| Londres                                                        | Aeropuerto de Londres-Gatwick                         | WestJet (Estacional)                                                                              |              |              |              |
| Suiza (1 destino [estacional], 1 aerolínea)                    |                                                       |                                                                                                   |              |              |              |
| Zúrich                                                         | Aeropuerto Internacional de Zúrich                    | Edelweiss Air (Estacional)                                                                        |              |              |              |
| Total: 30 destinos (23 estacionales), 15 países, 15 aerolíneas |                                                       |                                                                                                   |              |              |              |

## Estadísticas

### Tráfico anual

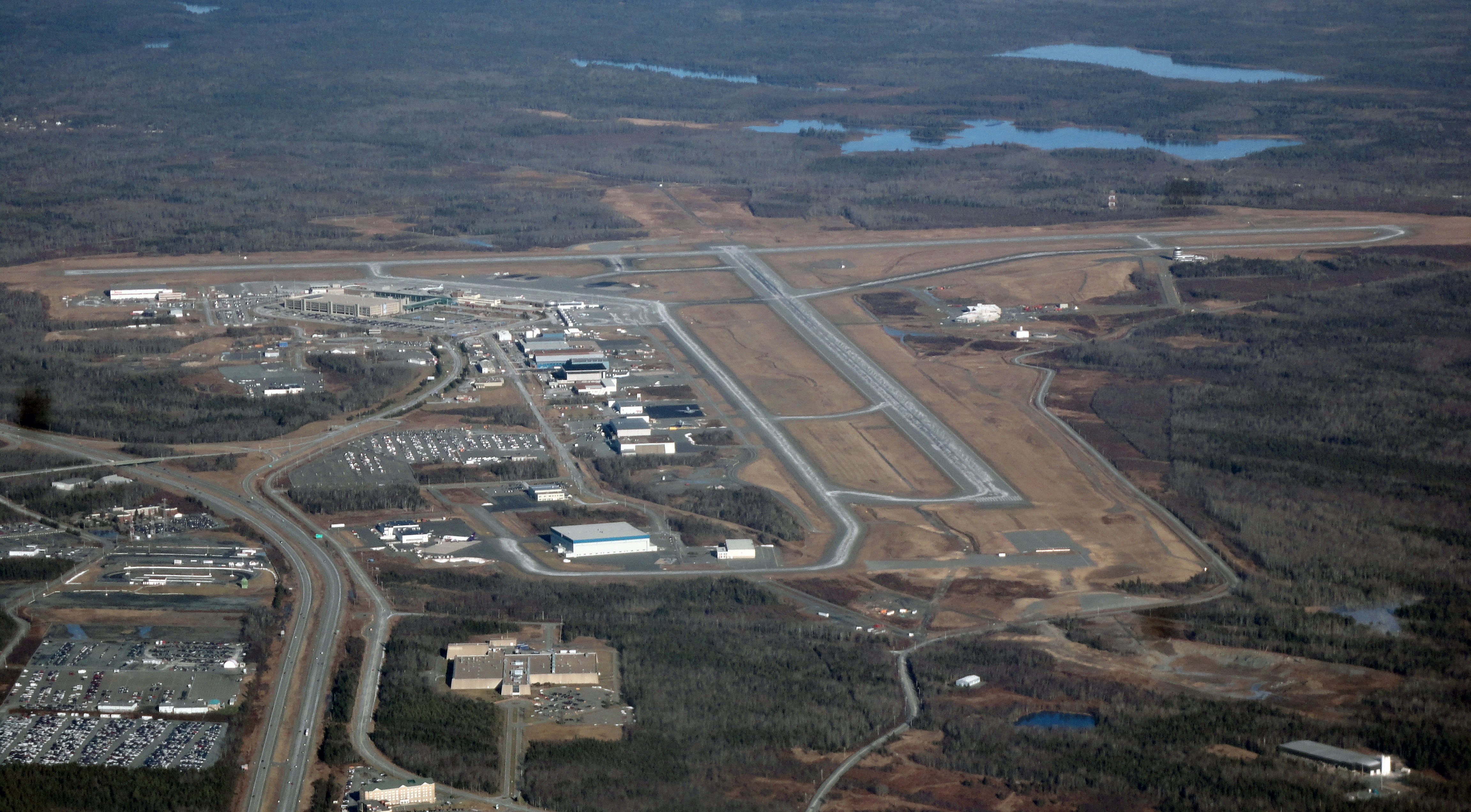
Vista aérea del aeropuerto.

| Año  | Pasajeros | Año  | Pasajeros | Año  | Pasajeros | Año  | Pasajeros | Año  | Pasajeros |
| ---- | --------- | ---- | --------- | ---- | --------- | ---- | --------- | ---- | --------- |
| 2030 |           | 2020 | 995,426   | 2010 | 3,508,153 | 2000 | 2,980,970 | 1990 |           |
| 2029 |           | 2019 | 4,188,443 | 2009 | 3,417,164 | 1999 | 3,089,552 | 1989 |           |
| 2028 |           | 2018 | 4,316,079 | 2008 | 3,578,931 | 1998 | 3,006,572 | 1988 |           |
| 2027 |           | 2017 | 4,083,188 | 2007 | 3,469,062 | 1997 | 2,933,630 | 1987 | 2,140,000 |
| 2026 |           | 2016 | 3,908,799 | 2006 | 3,378,601 | 1996 | 2,744,720 | 1986 |           |
| 2025 |           | 2015 | 3,702,705 | 2005 | 3,229,111 | 1995 |           | 1985 |           |
| 2024 | 3,979,785 | 2014 | 3,663,039 | 2004 | 3,242,389 | 1994 |           | 1984 |           |
| 2023 | 3,579,293 | 2013 | 3,585,864 | 2003 | 2,973,187 | 1993 |           | 1983 |           |
| 2022 | 3,107,425 | 2012 | 3,605,701 | 2002 | 2,853,778 | 1992 |           | 1982 |           |
| 2021 | 1,076,458 | 2011 | 3,594,164 | 2001 | 2,852,061 | 1991 |           | 1981 |           |